# 张宝艳
张宝艳（1962年8月—），吉林通化人，汉族，中国国民党革命委员会成员。中华人民共和国政治人物、第十三届全国人民代表大会吉林地区代表。
2018年2月24日，当选为第十三届全国人大代表。